# Petronas
Petronas je malezijski naftni koncern. Ime je kratica iz besed Petroliam Nasional. Znamenita Petronasova stolpa sta od leta 1998 sedež podjetja v Kuala Lumpurju.
Petronas je bil med letoma 1995 in 2005 sponzor moštva Sauber v Formuli 1. Od leta 1997 je bil Petronas tudi uradni dobavitelj motorjev za moštvo Sauber, saj sta skupaj razvijala motorje in menjalnike, ki so bili oblikovani pri Ferrariju. Med letoma 2006 in 2009 je bil Petronas sponzor moštva BMW Sauber, potem pa leta 2010 postal glavni sponzor moštva Mercedes. Prav tako je bil Petronas glavni sponzor dirke za Veliko nagrado Malezije, ki se je redno odvijala med letoma 1999 in 2017.